# Paullinia allenii
Paullinia allenii är en kinesträdsväxtart som beskrevs av Standley. Paullinia allenii ingår i släktet Paullinia och familjen kinesträdsväxter. Inga underarter finns listade i Catalogue of Life.